# Caesar II
Caesar II  è un videogioco manageriale strategico in tempo reale (RTS) sviluppato da Impression Games e distribuito da Sierra On-line nel 1995. È il secondo capitolo della serie Caesar e ha avuto un seguito, Caesar III.
L'azione del gioco si svolge sempre al tempo dell'antica Roma e il suo scopo consiste nell'edificare e difendere una città.

## Modalità di gioco
L'inizio del gioco si svolge in Italia, e i giocatori hanno la possibilità di civilizzare adiacenti province barbare in modo da estendere l'impero, dato che ogni provincia civilizzata sblocca le province adiacenti. Anche un rivale computerizzato può completare le missioni previste, impedendo al giocatore di civilizzare quella provincia e permettendo loro di civilizzare le province adiacenti (il computer è noto per civilizzare una provincia che non avrebbe potuto selezionare quando ha civilizzato con successo l'ultima, il che significa che è un evento randomizzato, piuttosto che dato dall'IA). Al contrario di giochi come Faraon o il proprio seguito Caesar III, la provincia e la città sono due sfere diverse, così come nell'ambito militare. Certe missioni richiedono che il giocatore pacifichi una provincia migliorando le condizioni cittadine a un certo livello, senza nel frattempo soffrire di perdite militari, incorrere nell'ira del Cesare, e spesso anche superare un eventuale tempo limite. I fattori maggiori nella città sono disoccupazione/carenza di lavoro, tasse, stipendi, scorte di cibo, presenza e morale militare, e richieste militari.
La partita è vinta quando il giocatore ottiene il controllo di un numero di province sufficienti a diventare Cesare. È invece persa se il computer diventa il Cesare, il Cesare originale rimuove il giocatore per via dei debiti eccessivi, il limite di tempo viene superato, le richieste imperiali non sono soddisfatte, o la città viene conquistata.

## Accoglienza
| Testata                      | Giudizio |
| ---------------------------- | -------- |
| CGW                          | [ 1 ]    |
| Next Generation              | [ 2 ]    |
| Computer Games Strategy Plus | [ 3 ]    |
| MacUser                      | [ 4 ]    |
| PC Games                     | B        |

Caesar II è stato finalista dell'edizione 1995 del premio "Gioco Strategico dell'Anno della Computer Gaming World, premio vinto a pari merito da Command & Conquer e Heroes of Might and Magic. Stessa cosa è accaduta per il premio miglior strategico di PC Gamer, vinto anch'esso da Command & Conquer.
Caesar II e il suo predecessore sono stati considerati, insieme, al 96° tra i migliori giochi di computer di sempre nel 1997. Secondo Sierra On-Line, le vendite combinate di Caesar e Caesar II verso la fine di marzo 1996. Da solo, Caesar II ha venduto 500 000 copie nel tardo 1998, e ha infine raggiunto 2,5 milioni di copie vendute in tutto il mondo.
Caesar II è stato considerato simile all'originale SimCity.